# Sinus Lunicus
Sinus Lunicus – lateinisch für Luna-Bucht – ist eine Bucht des Mare Imbrium auf dem Erdmond, die von der Entstehung her den größeren Maria entspricht. Die Benennung erfolgte durch die Internationale Astronomische Union im Jahr 1970 für den ersten Landeort einer Raumsonde auf dem Mond, 1959 durch Lunik 2.
Die dunkelgraue Basaltfläche des erstarrten Lavasees hat einen mittleren Durchmesser von 120 Kilometer. Die Meeresbucht befindet sich am Südostrand des Mare Imbrium. Südwestlich grenzt an sie der Krater Archimedes, nordöstlich der Krater Aristillus, östlich liegt Krater Autolycus und nordwestlich die Montes Spitzbergen.